# Слатине (Спліт)
Слатине (хорв. Slatine) — населений пункт у Хорватії, в Сплітсько-Далматинській жупанії у складі міста Спліт.

## Населення
Населення за даними перепису 2011 року становило 1 106 осіб.
Динаміка чисельності населення поселення:

## Клімат
Середня річна температура становить 16,00 °C, середня максимальна – 28,03 °C, а середня мінімальна – 4,32 °C. Середня річна кількість опадів – 755 мм.
| Клімат поселення                              | Клімат поселення | Клімат поселення | Клімат поселення | Клімат поселення | Клімат поселення | Клімат поселення | Клімат поселення | Клімат поселення | Клімат поселення | Клімат поселення | Клімат поселення | Клімат поселення | Клімат поселення |
| Показник                                      | Січ.             | Лют.             | Бер.             | Квіт.            | Трав.            | Черв.            | Лип.             | Серп.            | Вер.             | Жовт.            | Лист.            | Груд.            |                  |
| Середній максимум, °C                         | 12,51            | 12,20            | 14,27            | 17,36            | 22,29            | 26,13            | 28,03            | 27,91            | 23,98            | 19,76            | 15,03            | 12,92            |                  |
| Середня температура, °C                       | 8,60             | 8,24             | 10,33            | 13,42            | 18,35            | 22,19            | 25,24            | 25,12            | 21,17            | 16,99            | 12,24            | 10,13            |                  |
| Середній мінімум, °C                          | 4,64             | 4,32             | 6,40             | 9,48             | 14,41            | 18,27            | 22,44            | 22,31            | 18,40            | 14,20            | 9,45             | 7,36             |                  |
| Норма опадів, мм                              | 69               | 58               | 64               | 63               | 52               | 46               | 29               | 44               | 67               | 81               | 98               | 84               |                  |
| Середньомісячна швидкість вітру, м/с          | 3.37             | 3.56             | 3.61             | 3.38             | 2.98             | 2.70             | 2.74             | 2.60             | 2.92             | 3.09             | 3.78             | 3.69             |                  |
| Середньомісячна сонячна радіація, кДж/м²·день | 5525             | 8236             | 11986            | 16643            | 20671            | 23292            | 24889            | 21866            | 16222            | 10503            | 5956             | 4698             |                  |
| --------------------------------------------- | ---------------- | ---------------- | ---------------- | ---------------- | ---------------- | ---------------- | ---------------- | ---------------- | ---------------- | ---------------- | ---------------- | ---------------- | ---------------- |
| Джерело:                                      |                  |                  |                  |                  |                  |                  |                  |                  |                  |                  |                  |                  |                  |